# أركاديا (كاليفورنيا)
أركاديا (بالإنجليزية: Arcadia) هي إحدى مدن مقاطعة لوس أنجليس، كاليفورنيا وهي منطقة للطبقة العليا المتوسطة . تم إعطاءها لقب مدينة في 5 أغسطس، 1903.

## التركيبة السكانية
حدّد مكتب تعداد الولايات المتحدة بيانات التركيبة السكانية لأركاديا في تعداد الولايات المتحدة. في ما يلي، التركيبة السكانية حسب تعدادي 2000 و2010.

### تعداد عام 2000
بلغ عدد سكان أركاديا 53,054 نسمة بحسب تعداد عام 2000، وبلغ عدد الأسر 19,149 أسرة وعدد العائلات 14,143 عائلة مقيمة في المدينة. في حين سجلت الكثافة السكانية 1,839.6 نسمة لكل كيلومتر مربع (4,764.5/ميل2). وبلغ عدد الوحدات السكنية 19,970 وحدة بمتوسط كثافة قدره 692.4 لكل كيلومتر مربع (1,793.3/ميل2).
وتوزع التركيب العرقي للمدينة بنسبة 45.58% من البيض و1.13% من الأمريكيين الأفارقة و0.25% من الأمريكيين الأصليين و45.41% من الأمريكيين ذوي الأصول الآسيوية و0.08% من سكان جزر المحيط الهادئ و4.16% من الأعراق الأخرى و3.39% من عرقين مختلطين أو أكثر و10.61% من الهسبانيون أو اللاتينيون من أي عرق.
بلغ عدد الأسر 19,149 أسرة كانت نسبة 37.7% منها لديها أطفال تحت سن الثامنة عشر تعيش معهم، وبلغت نسبة الأزواج القاطنين مع بعضهم البعض 57.8% من أصل المجموع الكلي للأسر، ونسبة 11.9% من الأسر كان لديها معيلات من الإناث دون وجود شريك، بينما كانت نسبة 4.1% من الأسر لديها معيلون من الذكور دون وجود شريكة وكانت نسبة 26.1% من غير العائلات. تألفت نسبة 22.3% من أصل جميع الأسر من عدة أفراد يعيشون في نفس المنزل ونسبة 9.6% كانت تتألف من شخص يعيش بمفرده يبلغ من العمر 65 عاماً أو أكثر. وبلغ متوسط حجم الأسرة المعيشية 2.74، أما متوسط حجم العائلات فبلغ 3.23.
بلغ العمر الوسطي للسكان 40.5 عاماً. وكانت نسبة 23.3% من القاطنين تحت سن الثامنة عشر، وكانت نسبة 7.5% بين الثامنة عشر والرابعة والعشرين عاماً، ونسبة 27.2% كانت واقعةً في الفئة العمرية ما بين الخامسة والعشرين والرابعة والأربعين عاماً، ونسبة 26.5% كانت ما بين الخامسة والأربعين والرابعة والستين، ونسبة 14.4% كانت ضمن فئة الخامسة والستين عاماً فما فوق. يوجد لكل 100 أنثى 89.5 ذكر، ويوجد لكل 100 أنثى في الثامنة عشر من عمرها فما فوق 85.6 ذكر.
بلغ متوسط دخل الأسرة في المدينة 56,100 دولارًا، أما متوسط دخل العائلة فبلغ 66,657 دولارًا. وكان متوسط دخل الذكور 50,594 دولارًا مقابل 36,138 دولارًا للإناث. وسجل دخل الفرد الخاص بالمدينة 28,400 دولارًا. وكانت نسبة 6.7% من العائلات ونسبة 7.9% من السكان تحت خط الفقر، وكان من هؤلاء نسبة 7.9% تحت سن الثامنة عشر ونسبة 6.1% في الخامسة والستين من العمر وما فوق.

### تعداد عام 2010
بلغ عدد سكان أركاديا 56,364 نسمة بحسب تعداد عام 2010، وبلغ عدد الأسر 19,592 أسرة وعدد العائلات 15,005 عائلة مقيمة في المدينة. في حين سجلت الكثافة السكانية 1,954.4 نسمة لكل كيلومتر مربع (5,061.9/ميل2). وبلغ عدد الوحدات السكنية 20,686 وحدة بمتوسط كثافة قدره 717.3 لكل كيلومتر مربع (1,857.8/ميل2).
وتوزع التركيب العرقي للمدينة بنسبة 32.27% من البيض و1.21% من الأمريكيين الأفارقة و0.33% من الأمريكيين الأصليين و59.17% من الأمريكيين ذوي الأصول الآسيوية و0.03% من سكان جزر المحيط الهادئ و4.17% من الأعراق الأخرى و2.81% من عرقين مختلطين أو أكثر و12.06% من الهسبانيون أو اللاتينيون من أي عرق.
بلغ عدد الأسر 19,592 أسرة كانت نسبة 37.4% منها لديها أطفال تحت سن الثامنة عشر تعيش معهم، وبلغت نسبة الأزواج القاطنين مع بعضهم البعض 59.7% من أصل المجموع الكلي للأسر، ونسبة 12.4% من الأسر كان لديها معيلات من الإناث دون وجود شريك، بينما كانت نسبة 4.4% من الأسر لديها معيلون من الذكور دون وجود شريكة وكانت نسبة 23.4% من غير العائلات. تألفت نسبة 19.7% من أصل جميع الأسر من عدة أفراد يعيشون في نفس المنزل ونسبة 9.8% كانت تتألف من شخص يعيش بمفرده يبلغ من العمر 65 عاماً أو أكثر. وبلغ متوسط حجم الأسرة المعيشية 2.83، أما متوسط حجم العائلات فبلغ 3.26.
بلغ العمر الوسطي للسكان 43.1 عاماً. وكانت نسبة 21.8% من القاطنين تحت سن الثامنة عشر، وكانت نسبة 7.3% بين الثامنة عشر والرابعة والعشرين عاماً، ونسبة 23.8% كانت واقعةً في الفئة العمرية ما بين الخامسة والعشرين والرابعة والأربعين عاماً، ونسبة 30.8% كانت ما بين الخامسة والأربعين والرابعة والستين، ونسبة 16.3% كانت ضمن فئة الخامسة والستين عاماً فما فوق. وتوزع التركيب الجنسي للسكان بنسبة 47.7% ذكور و52.3% إناث.

## أعلام
- فيكتور بيرنال
- بيفرلي ميتشل
- جورج وولف
- إدي كولينز
- دايفيد باتلر
- دون روس
- تريسي كالدويل دايسون
- رينا سوفر
- ستيفن ليندسي
- ليندساي برايس